# Barbara Morgan
Barbara Radding „Barb“ Morgan (* 28. November 1951 als Barbara Radding in Fresno, Kalifornien, USA) ist eine ehemalige US-amerikanische Astronautin.
Morgan beendete 1969 die Hoover High School in Fresno (Kalifornien). Sie erhielt 1973 einen Bachelor in Humanbiologie von der Stanford University in Palo Alto. 1974 erhielt sie vom College of Notre Dame in Kalifornien die Berechtigung (Teaching Credential), als Lehrerin zu arbeiten.
Morgan begann ihre Tätigkeit als Lehrerin 1974 an der Arlee Elementary School in Arlee (Montana). Ab 1975 unterrichtete sie drei Jahre lang an der McCall-Donnelly Elementary School in McCall (Idaho).

## Teacher in Space

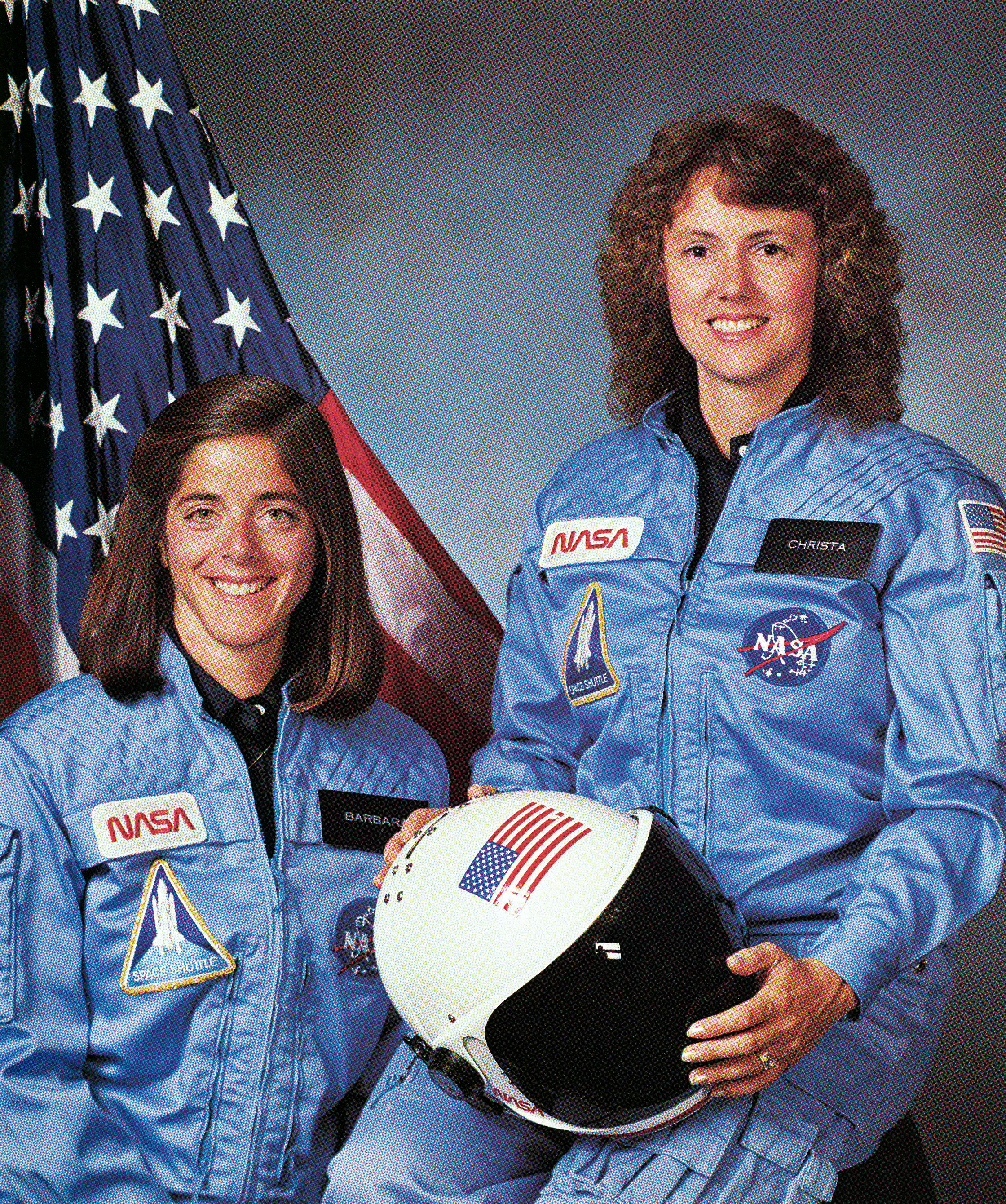
Morgan (li.) und McAuliffe (1985)

Am 19. Juli 1985 wurde Morgan als Ersatzkandidatin von Christa McAuliffe für das Projekt Teacher in Space ausgewählt. Von September 1985 bis Januar 1986 trainierten beide zusammen mit der Besatzung der Challenger für die Mission STS-51-L im Johnson Space Center (JSC) in Houston (Texas).
McAuliffe kam bei der Challenger-Katastrophe im Januar 1986 ums Leben und Morgan übernahm ihre Aufgaben. Einige Monate lang reiste sie durch die USA und hielt im Auftrag der NASA Vorträge. Im Herbst 1986 kehrte Morgan nach Idaho zurück, um wieder als Lehrerin an der McCall-Donnelly-Grundschule zu arbeiten. Das Teacher-in-Space-Projekt wurde beendet.

## Astronautentätigkeit
Im Januar 1998 kam die NASA auf Morgan zurück und stellte sie als ersten Educator Mission Specialist vor. Nach der Auswahl begann eine zweijährige Ausbildung und Qualifizierung zur „Lehrerin im Weltraum“. Nachdem sie zunächst technische Aufgaben bei der NASA wahrgenommen hatte, arbeitete sie später im Mission Control Center als Capcom.

### STS-118
Morgan wurde im Dezember 2002 für ihren ersten Raumflug ausgewählt. Die Mission STS-118 hatte ursprünglich ein Jahr später durchgeführt werden sollen, musste aber wegen des Absturzes der Columbia (STS-107) im Februar 2003 verschoben werden. Der Flug erfolgte im August 2007. Dabei gab Morgan Schulstunden aus dem Weltraum, wie es Christa McAuliffe rund 20 Jahre zuvor hätte tun sollen.

### Nach der NASA
Im August 2008 wurde sie Lehrerin (Distinguished Educator in Residence) an der Idaho Boise State University.

### Privates
Morgan ist verheiratet und hat zwei Söhne. Sie ist klassische Flötistin und hat Jazz, Literatur, Wandern, Schwimmen und Skilanglauf als Hobbys.